# Alexis Lemaire
Pour les articles homonymes, voir Lemaire.
Alexis Lemaire, né en 1980, est un informaticien et calculateur français, qui détient des records du monde de calcul mental.

## Biographie
Alexis Lemaire est titulaire d'un doctorat en informatique,, soutenu en décembre 2010 à l'université de Reims-Champagne-Ardenne.
Il a établi un record du monde de vitesse en calculant en 70,2 secondes la racine treizième d’un nombre de 200 chiffres.